# Victor Grignard
François Auguste Victor Grignard (6. května 1871 Cherbourg – 13. prosince 1935 Lyon) byl francouzský chemik, nositel Nobelovy ceny za chemii.
Grignard byl synem francouzského plachtaře. Chemii se začal věnovat po ukončení studia matematiky v Lyonu. Během 1. světové války pracoval ve výrobě fosgenu a vyvíjel metody detekce yperitu.
Jeho nejvýznamnějším objevem je nová metoda vytváření vazby uhlík-uhlík v organické syntéze - Grignardova reakce. Syntéza sestává ze dvou kroků:
1. Příprava Grignardova činidla: organohořečnatá činidla se připravují reakcí halogenderivátů uhlovodíků s hořčíkem v diethyletheru. Produktem je organohořečnatá sloučenina obecného vzorce R-Mg-X.
2. Reakce s karbonylem: do reakční směsi obsahující Grignardovo činidlo přidáme keton nebo aldehyd. Vazba C-Mg se přeruší a dojde k nukleofilnímu ataku uhlíku karbonylové skupiny.

Grignardovy reakce jsou velmi důležité v organické syntéze. V závislosti na struktuře výchozí látky můžeme získat širokou paletu sloučenin. Za tuto práci získal Grignard v roce 1912 Nobelovu cenu za chemii společně s Paulem Sabatierem.